# Louis Grossin de Bouville
Pour les articles homonymes, voir Grossin.
Louis Grossin, comte de Bouville né le 12 octobre 1814 à Bouville et mort le 3 octobre 1893 à Sotteville-lès-Rouen, est un homme politique français.

## Biographie
Louis Grossin de Bouville est le fils du député de Seine-Inférieure Louis-Jacques Grossin de Bouville
Fin 1848, il fonde le quotidien Le Pays, favorable au Second Empire, et en assure la gérance et la rédaction en chef en 1850 et 1851. A l'instauration du Second empire, il entre dans l'administration comme préfet des Basses-Alpes en 1852, de l'Indre en 1855, de la Manche en 1859, de la Haute-Vienne en 1862 et de la Gironde en 1863. Fort mal noté, il est révoqué de son poste de préfet de la Gironde le 31 janvier 1870, sans nouvelle affectation, et prend sa retraite, officiellement pour cause d'infirmité le 18 janvier 1873.
A la faveur de la crise du 16 mai 1877 de la Troisième République, il est élu en octobre député de l'arrondissement de Lesparre (Gironde) de 1877 à 1881, siégeant au groupe bonapartiste de l'Appel au peuple.
Condamné à trois mois d'emprisonnement par contumace pour escroquerie en 1880 par le tribunal de la Seine, il obtient un congé illimité de la Chambre après avoir fait opposition du jugement. Il ne se représente pas en 1881.

## Distinctions
- Légion d'honneur : chevalier (1853), puis officier (1857) et enfin commandeur (1865) ;
- Ordre du Christ (Portugal) : commandeur (1864) ;
- Ordre Notre-Dame de la Conception de Vila Viçosa (Portugal) (1866)[1].